# Jacques-Joseph Juge de Saint-Martin
Pour l’article homonyme, voir Saint-Martin.
Jacques-Joseph Juge de Saint-Martin est un agronome français, né à Limoges (Limousin) le 16 septembre 1743 et mort dans cette ville le 29 janvier 1824.

## Biographie
Son père était conseiller au présidial de Limoges, et il exerce lui-même pendant quelque temps des fonctions de magistrature. Puis il est professeur d’histoire naturelle à l’école centrale du département de la Haute-Vienne, ce lors de la création des écoles centrales par la Convention. Il consacre ses loisirs à l’agronomie et finit par s’y livrer exclusivement.
Il est membre de la Société d’agriculture de Limoges, dès les origines, un des membres les plus actifs et les plus influents. Il contribue à l’amélioration de l’art agricole, et surtout de la culture des arbres, dans cette contrée. La Société centrale d’agriculture de Paris, dont il devient ensuite correspondant (1787), lui décerne une médaille d’or, « pour avoir mis les cultivateurs de son voisinage à portée de se procurer, chaque année, des milliers d’arbres de différentes espèces, qui n’avaient jamais été cultivés dans son canton ». Lui-même a établi de belles pépinières sur 200 hectares de mauvaises terres. À sa mort, il est président honoraire de la Société d’agriculture, des sciences et des arts de Limoges.
C’est cette expertise en agronomie qui a amené Jacques Joseph Juge de Saint Martin à occuper la position de professeur d’Histoire Naturelle, entre 1798 et 1803, au collège de garçons de Limoges, qui, en 1796, est devenu Ecole Centrale de la Haute-Vienne. En effet, de 1789 à 1796, le collège de garçons de Limoges, comme toutes les institutions françaises, est secoué par les évènements de la Révolution Française, et traverse une période d’incertitudes. La réforme mise en place à Limoges en 1796 institue, dans cette école centrale, un nouveau cycle d’études (il y a huit années d’études pour les élèves, de l’âge de 12 ans à l’âge de 20 ans ; le temps des enseignements est découpé en périodes de 10 jours, les décades) ; la réforme consiste également en des programmes rénovés (suppression de l’enseignement religieux ; renforcement des matières scientifiques). C’est dans cet établissement que J. J. Juge de Saint Martin enseigne aux élèves de 1er niveau (de l’âge de 12 ans à l’âge de 14 ans) l’Histoire Naturelle, 2 heures par jour, pendant 6 jours à l’intérieur de chaque décade. J. J. Juge de Saint Martin, qui a constitué, en haut de l’avenue Foucaud que l’on trouve de nos jours à Limoges, sur un terrain du couvent des Grands-Carmes, une remarquable pépinière, conduit ses élèves à cet endroit pour étudier plantes et arbres. Les élèves de l’Ecole Centrale de Limoges bénéficient ainsi de l’enseignement prodigué par un homme expérimenté (J. J. Juge de Saint Martin a 55 ans en 1798) ; cet érudit (qui a eu pour maître Henri Louis Duhamel du Monceau, botaniste et agronome) enseigne en étant convaincu que le savoir scientifique peut rendre meilleurs l’homme et la société.

## Publications
- Traité de la culture du chêne, Paris, 1788, in-8°
- Notice des arbres et arbustes qui croissent naturellement ou qui peuvent être élevés en pleine terre dans le Limousin, Limoges, 1790, in-8°
- « Mémoire sur l’engrais des bœufs dans la ci-devant province du Limousin et pays adjacents, par M. Juge, correspondant à Limoges, le 17 février 1791 [inséré dans les Mémoires de la Société d’agriculture de Paris, 1791] »
- Proposition d’un congrès de paix générale, Limoges, 1799, in-12
- Description pittoresque d’une métairie dans le département de la Haute-Vienne, Limoges, 1806, in-12°
- Théorie de la pensée, de son activité primitive et de sa continuité, Paris, 1806, in-8°
- Changements survenus dans les mœurs des habitants de Limoges depuis une cinquantaine d’années, Limoges, 1808 ; 2e éd. en 1817
- La vie champêtre, en vers livres et simples comme elle, Limoges, in-4°

## Sources
- Pierre Delage, Lycée Gay-Lussac : 5 siècles d'enseignement, Saint-Paul, Le Puy Fraud éd., 2010
- Louis-Gabriel Michaud, Bibliographie universelle, ancienne et moderne, Supplément, 1841, tome LXVIII, p. 329-330